# Conselho paroquial (Inglaterra)

Mapa das paróquias civis na Inglaterra em dezembro de 2021

Um conselho paroquial é uma autoridade local civil encontrada na Inglaterra, que é o nível mais baixo do governo local. Os conselhos paroquiais são órgãos corporativos eleitos, com poderes variáveis de arrecadação de impostos, e realizam atividades públicas benéficas em áreas geográficas conhecidas como paróquias civis . Existem cerca de 10.480 conselhos paroquiais e municipais na Inglaterra. Os conselhos paroquiais podem ser conhecidos por diferentes estilos, eles podem decidir se autodenominar conselho municipal, conselho de aldeia, conselho comunitário, conselho de bairro ou, se a paróquia tiver status de cidade, pode se autodenominar conselho municipal. Entretanto, seus poderes e deveres são os mesmos, qualquer que seja o nome que eles carreguem.
Os conselhos paroquiais recebem a maior parte do seu financiamento através da cobrança de um imposto municipal pago pelos residentes da paróquia (ou paróquias) abrangidas pelo conselho. Em 2021-22, o montante angariado por preceito foi de 616 milhões de libras.  Outros financiamentos podem ser obtidos por meio de arrecadação de fundos locais ou subsídios para atividades específicas. Eles podem variar enormemente em tamanho, atividades e circunstâncias; representando populações que variam de menos de 100 (pequenos vilarejos rurais) a até 130.000 (Conselho Municipal de Northampton). A maioria deles é pequena: cerca de 80% representam populações com menos de 2.500 habitantes; Os conselhos paroquiais são compostos por vereadores não remunerados, eleitos para servir por quatro anos: há cerca de 70.000 vereadores paroquiais em todo o país.
Nem todas as paróquias civis têm um conselho paroquial: as menores, geralmente aquelas com menos de 150 eleitores, geralmente realizam reuniões paroquiais, que podem cumprir muitas das funções de um conselho paroquial. Em alternativa, as paróquias com populações pequenas podem solicitar o agrupamento com uma ou mais paróquias vizinhas num conselho paroquial comum.
Os conselhos paroquiais civis foram formados na Inglaterra sob a reforma da Lei do Governo Local de 1894 (56 e 57 Vict. c. 73) para assumir a supervisão local dos deveres cívicos em cidades e vilas rurais do comitê da sacristia. Os conselhos paroquiais são genericamente chamados de "conselhos locais" para distingui-los dos " conselhos principais " (por exemplo, conselhos distritais, conselhos de condado, autoridades unitárias ou conselhos de bairro de Londres) e a maioria é filiada por meio de associações de condado à Associação Nacional de Conselhos Locais (NALC), que representa seus interesses em nível nacional.